# União Lamas
Der Clube de Futebol de União de Lamas ist ein portugiesischer Fußballverein aus Santa Maria de Lamas in der Nähe von Aveiro. Neben dem Fußball, führt der Klub noch weitere Abteilungen in anderen Sportarten, wie Leichtathletik, Schwimmen, Taekwondo oder Hockey.

## Geschichte
Gegründet wurde der Verein im Jahre 1932 als União de Lamas Football Club. Nach einigen regionalen Titeln schafften sie in der Saison 1963/64 den erstmaligen Aufstieg in die Dritte Liga. Dort konnten sie sich aber nicht lange halten, denn erst in den 90er Jahren gelang der Wiederaufstieg in die Zweite Liga.
Von 2003 bis 2009 spielte União Lamas in der dritten und vierten portugiesischen Liga (Terciera Division Serie C und D). Seit 2009 folgte der Abstieg in die tieferen Spielklassen.

## Erfolge
- Liga de Honra, 5 Saisons: 6. Platz in der Saison 1996/97
- 2. Division (3. Liga), 34 Saisons: 3. Platz in der Saison 1993/94
- 3. Division (4. Liga), 15 Saisons: 1. Platz in den Saisons 1963/64, 1968/69, 2005/06

## Trainer
- Jaime Pacheco (1995–1996)

## Hockey
Das Herrenteam spielt in der ersten portugiesischen Liga.
 Erfolge 
- Portugiesischer Feldhockey-Meister: 1993, 1994, 2005, 2006, 2009
- Portugiesischer Feldhockey-Pokalsieger: 1989, 1992, 2006, 2009, 2010, 2011, 2014
- Portugiesischer Feldhockey-Supercupsieger: 2005, 2015[1]

| Europapokalbilanz Herren Feld |                          |        |       |                      |
| Jahr                          | Wettbewerb               | Niveau | Platz | Ort                  |
| 1990                          | Cup Winners Cup          | 1      | 15    | Barcelona            |
| 1993                          | Cup Winners Trophy       | 2      | 8     | Zagreb               |
| 1994                          | Club Champions Challenge | 3      | 7     | Gibraltar            |
| 1995                          | Club Champions Challenge | 3      | 7     | Bratislava           |
| 2001                          | Cup Winners Trophy       | 2      | 7     | Wien                 |
| 2006                          | Club Champions Challenge | 3      | 3     | Zagreb               |
| 2007                          | Club Champions Challenge | 3      | 5     | Rom                  |
| 2009                          | Club Challenge II        | 4      | 3     | Lousada              |
| 2010                          | Club Challenge II        | 4      | 1     | Lousada              |
| 2011                          | Club Challenge           | 3      | 7     | Lousada              |
| 2012                          | Club Challenge II        | 4      | 3     | Athen                |
| 2015                          | Club Challenge IV        | 6      | 1     | Santa Maria de Lamas |
| 2016                          | Club Challenge III       | 5      | 1     | Predanovci           |